# Пихлак, Арнольд
Арнольд Пихлак (эст. Arnold Pihlak; 17 июля 1902, Ревель — 1 ноября 1985, Брадфорд, Уэст-Йоркшир) — эстонский футболист и игрок в хоккей с мячом, нападающий. Выступал за национальную сборную Эстонии по футболу.

## Биография
Начал выступать во взрослых соревнованиях в 1920 году в составе футбольного клуба «Калев» (Таллин). В дальнейшем также играл за таллинские клубы «Спорт (Таллин)», «Таллинна Ялгпалликлуби» и «Эстония». Стал четырёхкратным чемпионом, трёхкратным серебряным призёром, один раз завоевал бронзовые медали чемпионата Эстонии. Лучший бомбардир чемпионата страны 1926 года (6 голов).
В 1928—1929 годах выступал в Австрии за профессиональный клуб «Аустрия» (Вена), но ни одного официального матча в чемпионате Австрии не сыграл.
В составе сборной Эстонии дебютировал в её первом в истории международном матче, 17 октября 1920 года против Финляндии (0:6). В 1924 году участвовал в Олимпийских играх в Париже, принял участие в единственном матче своей команды — против сборной США (0:1). Впервые отличился 5 июля 1925 года, забив оба гола своей команды в ворота сборной Финляндии (2:0). 26 июля 1928 года в матче с Литвой (6:0) сделал хет-трик.
Всего в составе сборной Эстонии сыграл в 1920—1931 годах 44 матча и забил 17 (по другим данным, 16) голов. В четырёх матчах в 1929 году был капитаном команды.
Также играл в хоккей с мячом, стал трёхкратным серебряным призёром чемпионата Эстонии.
Во время Второй мировой войны в 1943 году выехал в Германию. В 1946 году в Шварценбеке был тренером сборной эстонских эмигрантов. Затем эмигрировал в Великобританию, где прожил более 30 лет до своей смерти.
В 2017 году посмертно награждён золотым знаком Эстонской футбольной лиги.